# Antonín Novotný
|  | Aquest article tracta sobre el president comunista txecoslovac. Si cerqueu al jugador d'escacs, vegeu «Antonín Novotný (escacs)». |

Antonín Novotný (10 de desembre de 1904 -28 de gener de 1975) fou president de Txecoslovàquia des de 1957 fins a 1968 i governà com a secretari general del Partit Comunista des de 1953 fins a 1968.
Va néixer a Letňany, poble avui dia agregat a Praga, ciutat on va morir.

## Primers anys
Antonín Novotný es va fer membre del Partit el 1921; després, fou delegat al setè congrés de la Komintern celebrat el 1935. Durant la Segona Guerra Mundial, el 1941 fou arrestat a causa de les seves activitats com a membre de la resistència clandestina i reclòs al Camp de concentració de Mauthausen on va fer de Kapo. En fou alliberat pels americans el 5 de maig de 1945.

## Govern
Acabada la guerra, Novotný aconseguí una posició important dins del partit comunista del qual en fou nomenat primer secretari el 1951, però va dimitir. El 1953, esdevingué membre del Parlament i, el 1957, el setè president de Txecoslovàquia (el tercer d'ençà de 1948). El 1958, va convertir-se en primer secretari del comitè central del Partit Comunista de Txecoslovàquia (KSC), càrrec en què fou reelegit el 1964.
Sota el govern de Novotný, a Txecoslovàquia es continuaven patint estrictes regulacions estatals en l'àmbit de les arts i dels mitjans de comunicació, tot i que s'havien relaxat molt des de la mort de Stalin (1953) i de l'aplicació dels programes de desestalinització endegats per Khrusxov a partir de 1956. L'autoritarisme de Novotný va dur a creixents protestes demanant una nova forma de socialisme que havia d'incloure eleccions lliures i responsabilitat dels dirigents envers la societat. El règim va continuar amb el seu caràcter despòtic però arran de la seva notòria impopularitat i la mala gestió d'una protesta estudiantil, Novotný va començar a perdre el control de la situació a partir de 1967, per la qual cosa, va dimitir com a dirigent del partit el gener de 1968 i fou substituït pel reformista Alexander Dubček. El març de 1968, va abandonar la presidència del país i el maig va plegar del comitè central del KSC.

## Govern Husák
El 1971, durant el període de normalització que seguí a la Primavera de Praga, fou elegit de nou membre del comitè central, però la seva influència política era mínima i, a més, estava massa malalt per poder gaudir d'una posició de força dins del govern del conservador Gustáv Husák.